# 1963 ve filmu

## Události
- Francouzský režisér Jean Renoir obdržel za své celoživotní dílo čestný doktorát na Kalifornské univerzitě v San Francisku.
- Politická kampaň proti Pieru Paolu Pasolinimu vyvrcholila. Byl odsouzen ke čtyřem měsícům vězení za urážku. Podnětem byla epizoda Tvaroh v satirickém povídkovém filmu francouzských a italských režisérů Rogopag.
- Americká Organizace na ochranu černošských občanských práv (NAACP) si stěžovala na diskriminaci v Hollywoodu: v údajně historicky věrohodném snímku Nejdelší den (1962) se neobjevil jediný černoch, přestože invaze se jich účastnilo více než 1500. Důvod k radosti měla NAACP 20. srpna, kdy byla uzavřena s velkými studii smlouva o minimální kvótě zaměstnaných černochů.
- Premiérou snímku Sucho se v Rio de Janeiru poprvé představila na latinskoamerické filmové scéně nová brazilská škola Cinema novo.
- Na stížnosti odborů ohledně natáčení amerických filmů v zahraničí odpovídal mluvčí produkčních firem Eric Johnson, že tomu kvůli nižším výrobním nákladům nelze zabránit.
- 1963 – Premiéra 2. filmu s Jamesem Bondem Srdečné pozdravy z Ruska (From Russia with love) podle knihy Iana Fleminga se Seanem Connery a Danielou Bianchi v hlavních rolích

## Nejvýdělečnější filmy roku
| Pořadí | Název                   | Země | Tržba (v dolarech) |
| ------ | ----------------------- | ---- | ------------------ |
| 1.     | Kleopatra               | USA  | 26 000 000         |
| 2.     | Jak byl dobyt Západ     | USA  | 20 933 000         |
| 3.     | To je ale bláznivý svět | USA  | 20 850 000         |
| 4.     | Ptáci                   | USA  | 18 500 900         |
| 5.     | Tom Jones               | USA  | 11 922 000         |
| 6.     | Meč v kameni            | USA  | 10 475 000         |
| 7.     | Dr. No                  | USA  | 8 435 000          |
| 8.     | Šaráda                  | USA  | 6 735 000          |
| 9.     | Velký útěk              | USA  | 6 363 000          |
| 10.    | Bye Bye Birdie          | USA  | 6 200 000          |

## Ocenění

### Oscar
Nejlepší film: Tom Jones
Nejlepší režie: Tony Richardson - Tom Jones
Nejlepší mužský herecký výkon: Sidney Poitier - Polní lilie
Nejlepší ženský herecký výkon: Patricia Neal - Hud
Nejlepší mužský herecký výkon ve vedlejší roli: Melvyn Douglas - Hud
Nejlepší ženský herecký výkon ve vedlejší roli: Margaret Rutherford - The V.I.P.s
Nejlepší cizojazyčný film: 8½ (Otto e mezzo), režie Federico Fellini, Itálie

### Zlatý Glóbus
Drama
Nejlepší film: Kardinál
Nejlepší herec: Sidney Poitier - Polní lilie
Nejlepší herečka: Leslie Caron - The L-Shaped Room
Muzikál nebo komedie
Nejlepší film: Tom Jones
Nejlepší herec: Alberto Sordi - To Bed... or Not to Bed
Nejlepší herečka: Shirley MacLaine - Sladká Irma
Jiné
Nejlepší režie: Elia Kazan - America, America

## Narozeniny
- 14. ledna - Steven Soderbergh, režisér
- 18. března - Vanessa L. Williams, herečka, zpěvačka a bývalá královna krásy
- 27. března - Quentin Tarantino, režisér, herec
- 9. června - Johnny Depp, americký herec
- 10. června - Jeanne Tripplehorn, herečka
- 15. června - Helen Hunt, herečka a režisérka
- 30. července - Lisa Kudrow, americká herečka
- 14. srpna - Emmanuelle Béart, francouzská herečka
- 6. října - Elisabeth Shue, herečka
- 5. listopadu - Tatum O'Neal, herečka
- 15. prosince - Helen Slater, herečka
- 18. prosince - Brad Pitt, herec

## Úmrtí
- 2. ledna - Jack Carson, 52, kanadský herec
- 2. ledna - Dick Powell, 58, americký herec, režisér
- 6. ledna - Frank Tuttle, 70, americký režisér
- 28. ledna - John Farrow, 58, australský režisér
- 18. února - Monte Blue, 76, americký herec
- 24. dubna - Jason Robards, 70, americký herec
- 6. května - Monty Woolley, 74, americký herec
- 7. června - Zasu Pitts, 69, americká herečka
- 25. července - Leota Lane, 59, americká zpěvačka, herečka
- 17. srpna - Richard Barthelmess, 68, americký herec
- 29. října - Adolphe Menjou, 73, americký herec
- 2. prosince - Sabu, 39, indický herec
- 5. prosince - Tom London, 74, americký herec

## Filmové debuty
- Alan Arkin
- Luke Halpin
- Tippi Hedren

## Zahraniční filmy
- Omicron (film)